# Sarcophaga rohdendorfiana
Sarcophaga rohdendorfiana är en tvåvingeart som först beskrevs av Trofimov 1948.  Sarcophaga rohdendorfiana ingår i släktet Sarcophaga och familjen köttflugor.
Artens utbredningsområde är Azerbajdzjan. Inga underarter finns listade i Catalogue of Life.